# 2022年達拉斯—沃斯堡影評人協會獎
第28屆達拉斯—沃斯堡影評人協會獎（The 28th Dallas-Fort Worth Film Critics Association Awards）是達拉斯—沃斯堡影評人協會以茲獎勵2022年電影的獎項，於2022年12月19日宣布得獎者。投票成員為26名於北德克薩斯州任職的廣播、影印與網路記者，最佳影片最終由《媽的多重宇宙》奪得。

## 提名與獲獎名單

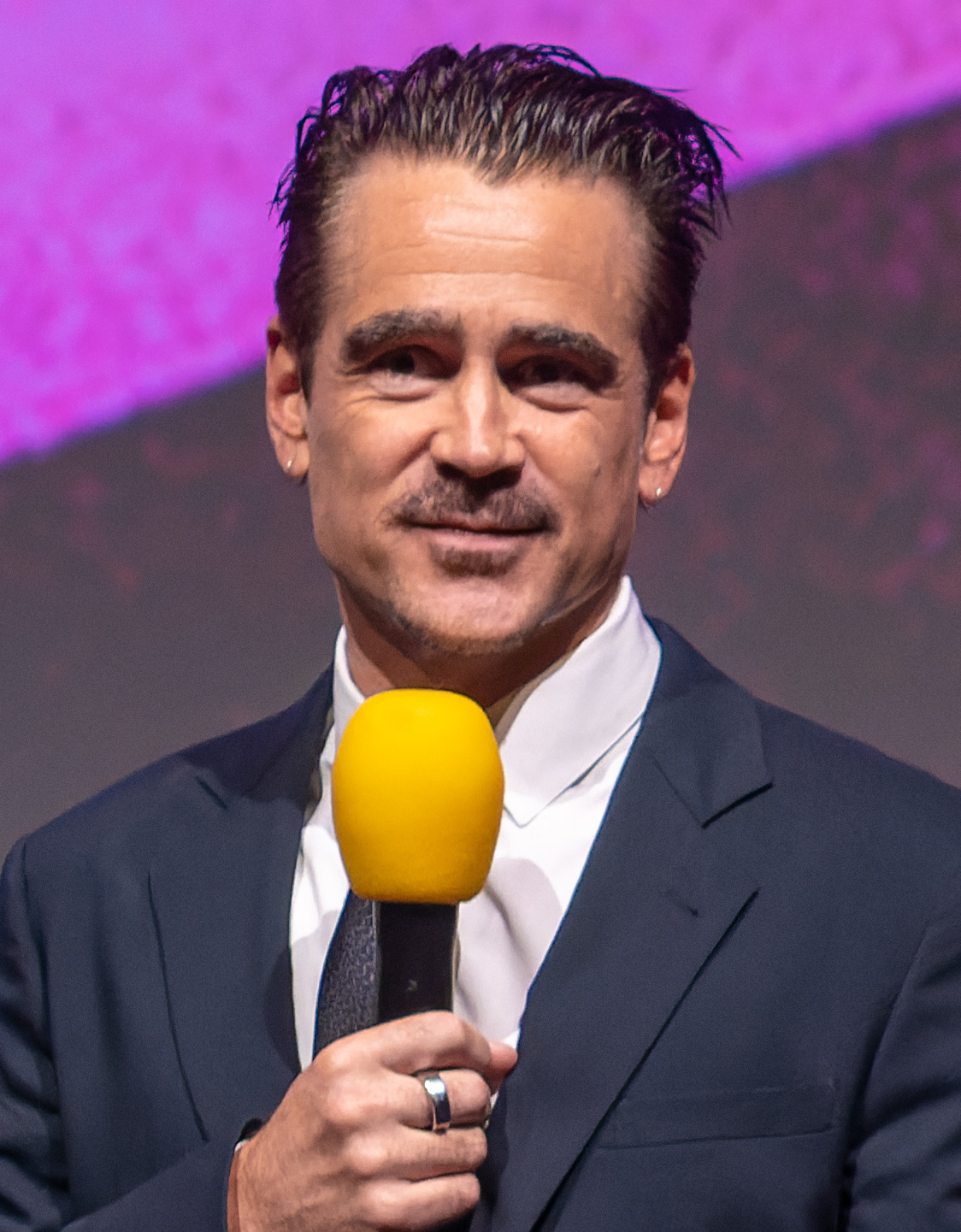
最佳男主角：科林·法雷尔

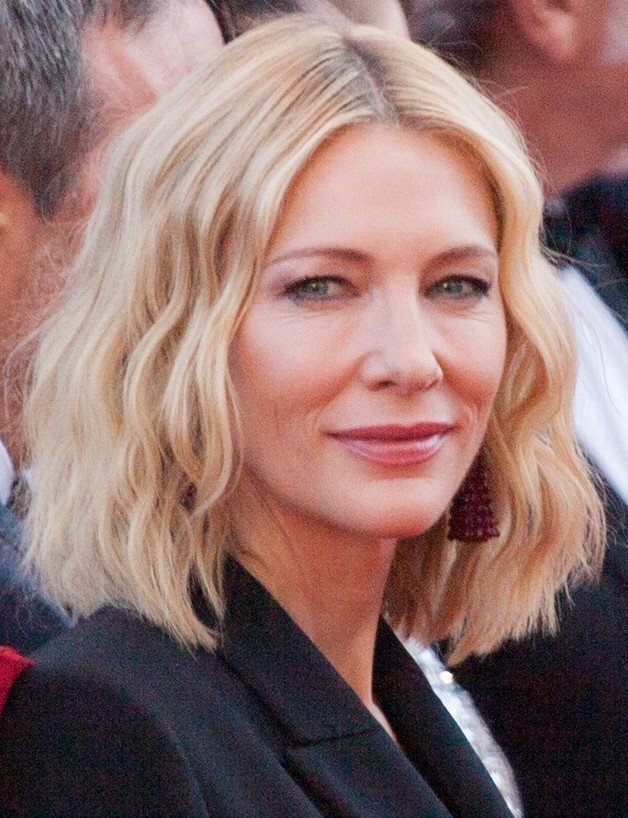
最佳女主角：凯特·布兰切特

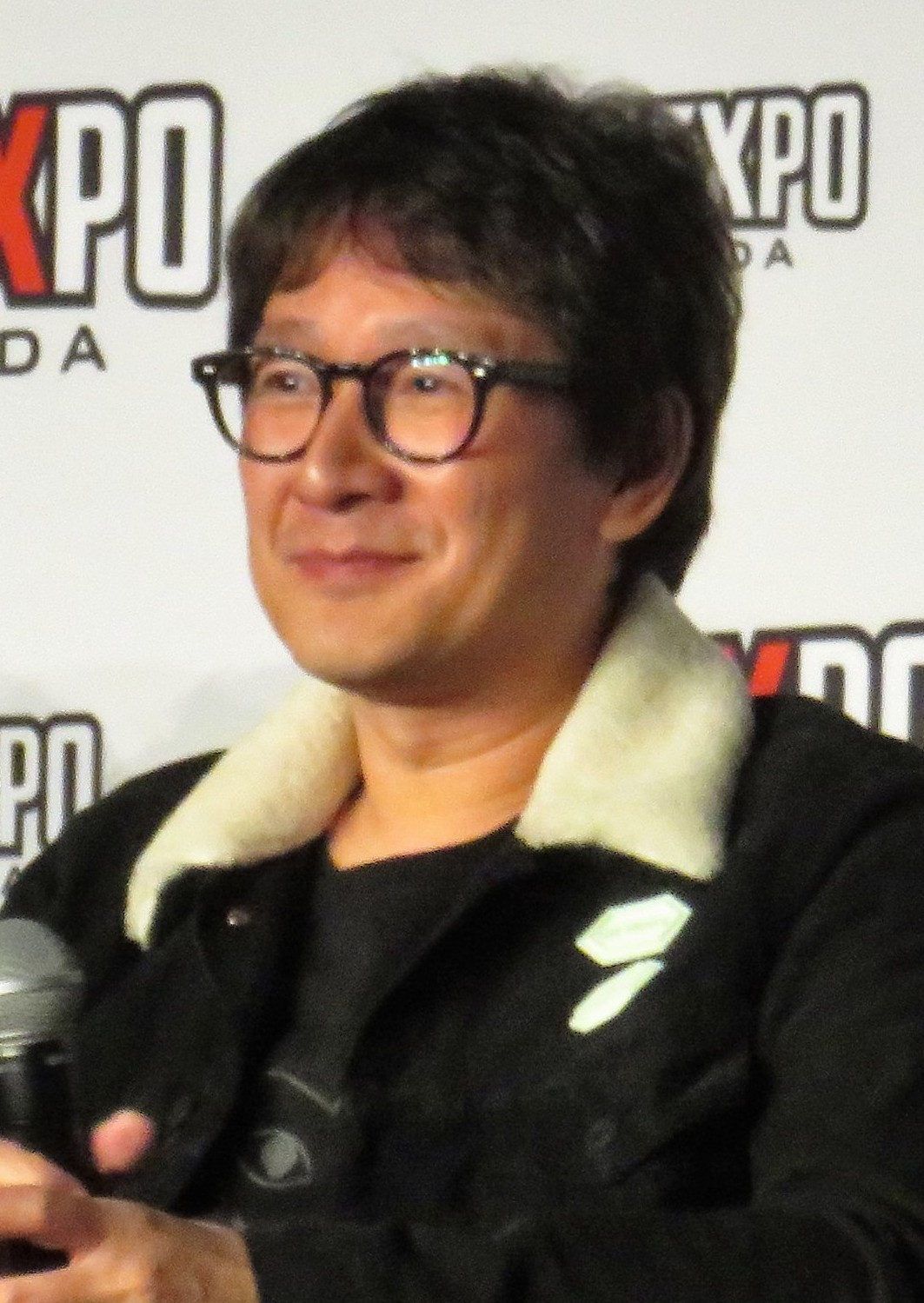
最佳男配角：關繼威

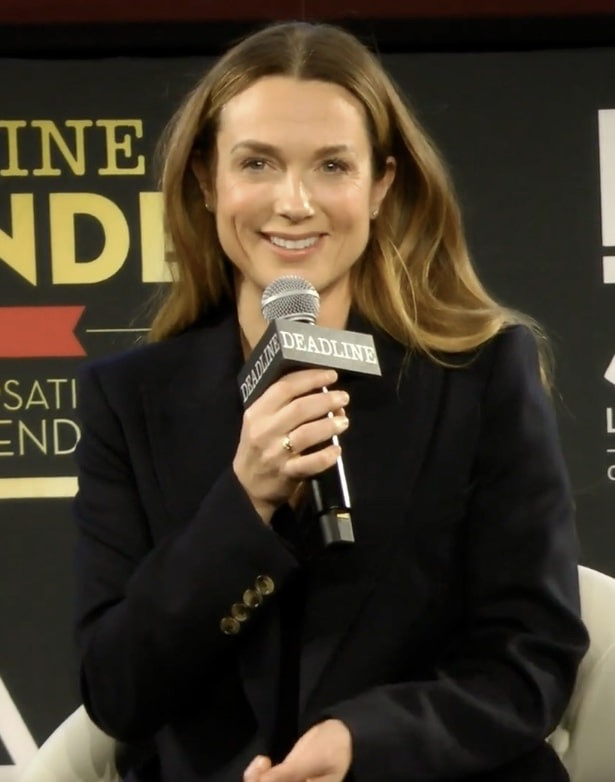
最佳女配角：凯瑞·康顿

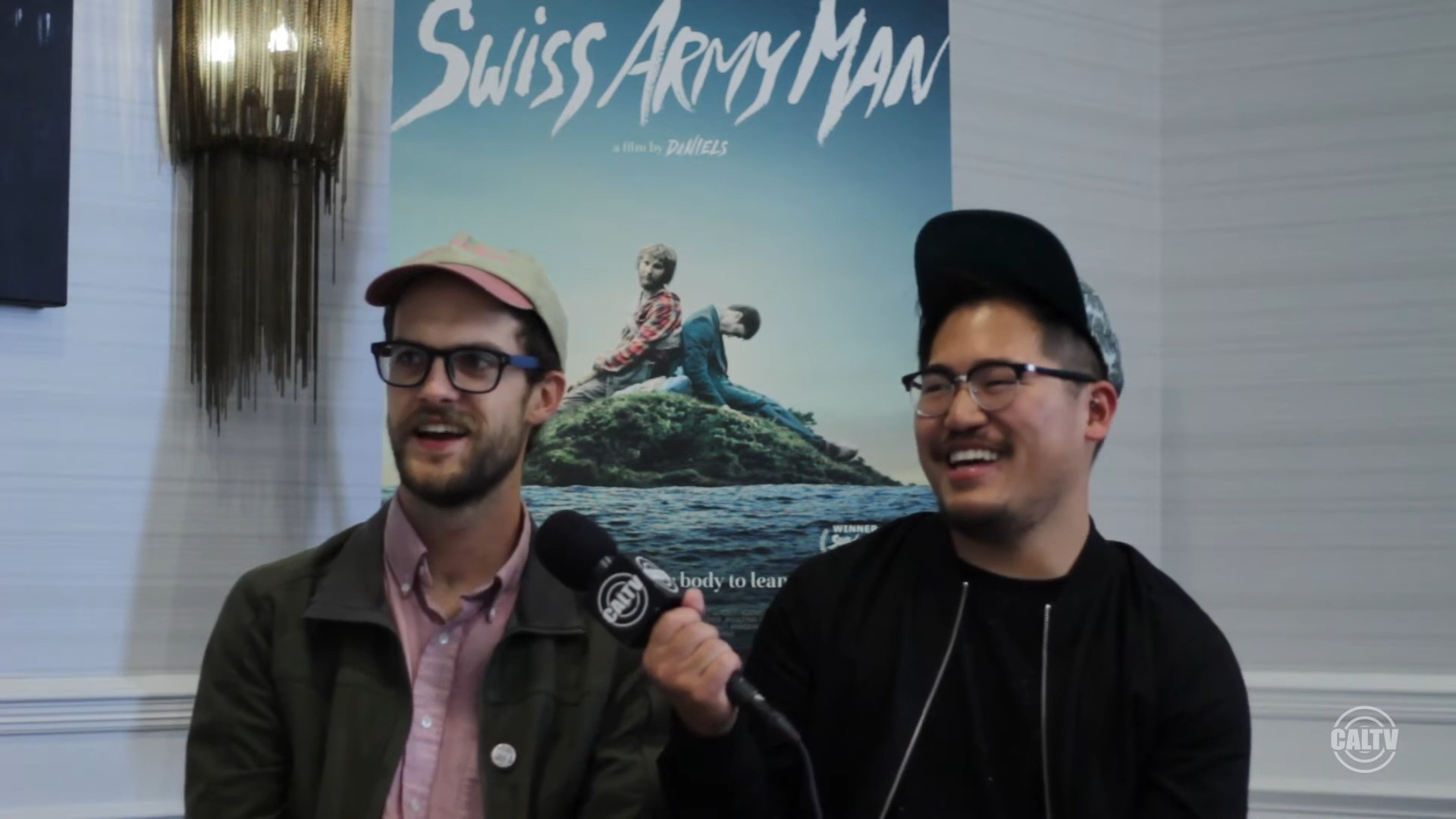
最佳導演：丹尼爾·舒奈特、關家永

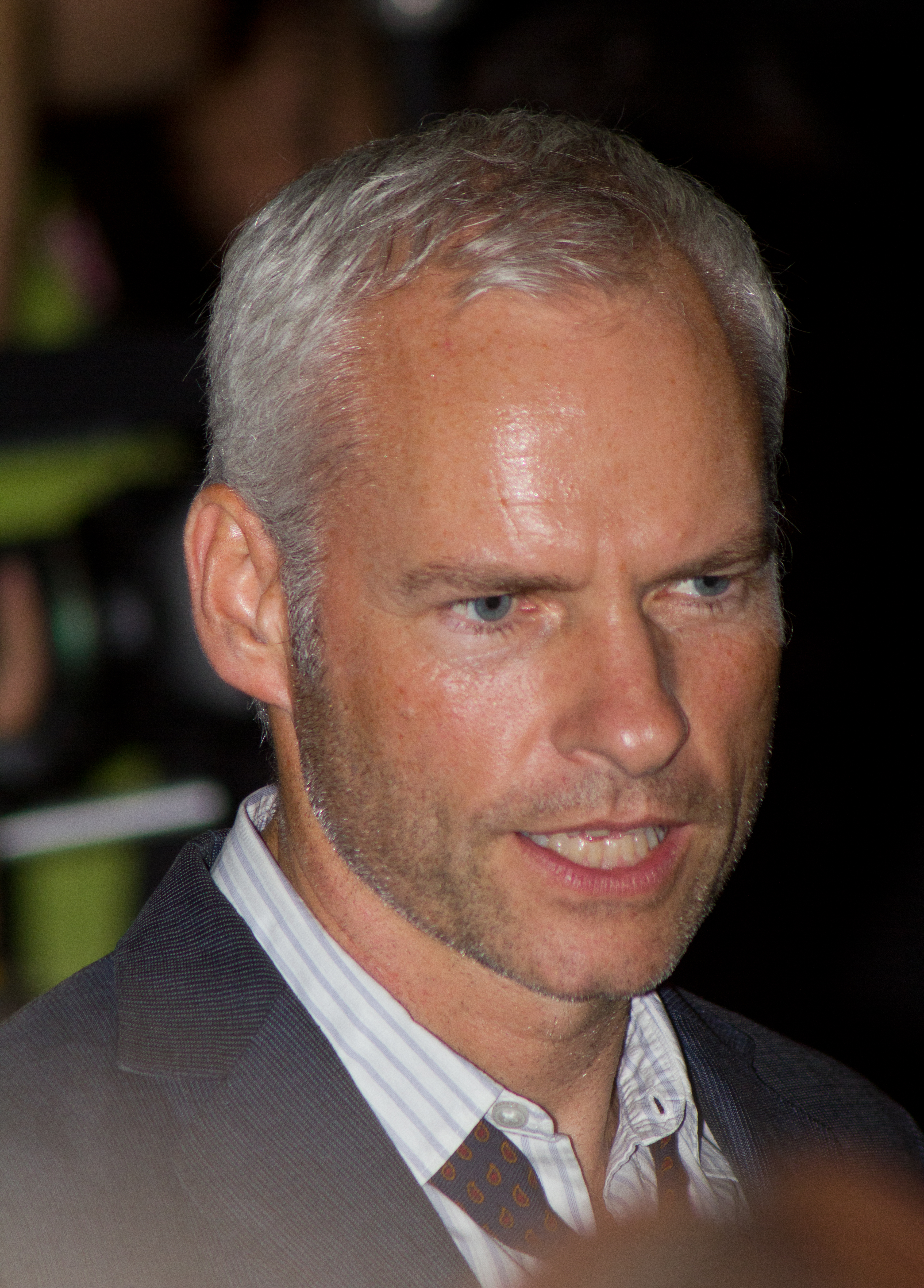
最佳劇本：馬丁·麥多納

- 最佳影片

1. 《媽的多重宇宙》
2. 《伊尼舍林的女妖》
3. 《法貝爾曼》
4. 《TÁR塔爾》
5. 《捍衛戰士：獨行俠》
6. 《沒有聲音的女人們》
7. 《我的鯨魚老爸》
8. 《吉勒摩·戴托羅之皮諾丘》
9. 《巴比倫》
10. 《女王》

- 最佳男主角

1. 《伊尼舍林的女妖》科林·法雷尔
2. 《我的鯨魚老爸》布蘭登·費雪
3. 《貓王艾維斯》奧斯汀·巴特勒
4. 《倫敦生之慾》比·乃爾
5. 《捍衛戰士：獨行俠》湯姆·克魯斯

- 最佳女主角

1. 《TÁR塔爾》凯特·布兰切特
2. 《媽的多重宇宙》楊紫瓊
3. 《法貝爾曼》蜜雪兒·威廉絲
4. 《提爾：純真之死（英语：Till (film)）》丹妮兒·戴德維勒
5. 《女王》维奥拉·戴维斯

- 最佳男配角

1. 《媽的多重宇宙》關繼威
2. 《伊尼舍林的女妖》布蘭頓·葛利森
3. 《法貝爾曼》保羅·達諾
4. 《橋之彼端》布萊恩·泰瑞·亨利
5. 《沒有聲音的女人們》本·威士肖

- 最佳女配角

1. 《伊尼舍林的女妖》凯瑞·康顿
2. 《我的鯨魚老爸》周洪
3. 《黑豹2：瓦干達萬歲》安琪拉·貝瑟
4. 《沒有聲音的女人們》傑西·伯克利
5. 《鋒迴路轉：抽絲剝繭》贾奈尔·梦内

- 最佳導演

1. 《媽的多重宇宙》關家永、丹尼爾·舒奈特
2. 《法貝爾曼》斯蒂芬·斯皮尔伯格
3. 《TÁR塔爾》陶德·菲爾德
4. 《伊尼舍林的女妖》馬丁·麥多納
5. 《沒有聲音的女人們》莎拉·波莉

- 最佳外語片

1. 《分手的決心》
2. 《親密》
3. 《1985年阿根廷》
4. 《西線無戰事》
5. 《如果驢知道》

- 最佳紀錄片

1. 《晚安奥比》
2. 《在牠們的凝視之間（英语：All That Breathes）》
3. 《火山摯戀》
4. 《月光白日夢（英语：Moonage Daydream (film)）》
5. 《巴德阿克斯（英语：Bad Axe (film)）》

- 最佳動畫片
  - 《吉勒摩·戴托羅之皮諾丘》
    - 亞軍：《迷你網紅實貝秀》

- 最佳劇本
  - 《伊尼舍林的女妖》馬丁·麥多納
    - 亞軍：《媽的多重宇宙》關家永、丹尼爾·舒奈特

- 最佳攝影
  - 《阿凡達：水之道》羅素·卡彭特（英语：Russell Carpenter）
    - 亞軍：《蝙蝠俠》格雷格·弗萊瑟
    - 亞軍：《捍衛戰士：獨行俠》克勞迪奧·米蘭達

- 最佳配樂
  - 《吉勒摩·戴托羅之皮諾丘》亚历山大·德斯普拉
    - 亞軍：《法貝爾曼》約翰·威廉斯

- 羅素·史密斯獎[註 1]
  - 《如果驢知道》

## 外部連結
- 官方网站